# Good American Family
Good American Family est une mini-série dramatique américaine en huit épisodes, créée par Katie Robbins et diffusée depuis le 19 mars 2025 sur Hulu.
En France, la diffusion de la série est originalement prévue pour le 9 avril 2025 sur Disney+ mais est reportée au 16 avril 2025,.
La série est inspirée des vrais événements de la vie de Natalia Grace.

## Distribution
Sauf indication contraire, les informations mentionnées dans cette section peuvent être confirmées par les bases de données cinématographiques IMDb et Allociné,  présentes dans la section « Liens externes ».

### Acteurs principaux
- Ellen Pompeo (VF : Céline Mauge) : Kristine Barnett
- Mark Duplass (VF : Sébastien Desjours) : Michael Barnett
- Imogen Faith Reid (VF : Lana Ropion) : Natalia Grace

### Acteurs secondaires
- Sarayu Blue (VF : Marie Zidi) : Valika
- Dulé Hill (VF : Rody Benghezala) : Brandon Drysdale
- Jenny O'Hara (en) (VF : Annie Le Youdec) : Almeda
- Christina Hendricks (VF : Marine Jolivet) : Cynthia Mans
- Kim Shaw (en) (VF : Camille Gondard) : Jennifer
- Claire Holt (VF : Adeline Moreau) : Rebecca

### Invités
- Mary Birdsong (VF : Marie-Madeleine Burguet-Le Doze) : Sandy Mosley
- Kyle Bornheimer (VF : Fabrice Lelyon) : Dr Wachter
- Jennifer Lafleur (en) : Leslie
- Dominic Burgess (VF : Jérôme Wiggins) : Tom
- David Paymer (VF : Philippe Catoire) : Dr Lawrence
- Tracie Thoms (VF : Jacky Tavernier) : Randie Burch
- Sofia Hublitz : Kristine, jeune
- Aida Turturro (VF : Bénédicte Charton) : Myra Grant
- Geoffrey Arend (VF : Erwan Zamor) : l'inspecteur Taylor
- Zach Tinker : Michael, jeune
- Peter Holden (en) (VF : Serge Biavan) : Ted Jones
- Olivia Sandoval (en) : Melinda Aguilar
- Jacqueline Emerson : Rhian
- Nicholle Tom (VF : Jessie Lambotte) : Mary Leones
- Jane Adams (VF : Maïté Monceau) : J.J., la voisine
- Marin Hinkle (VF : Élisabeth Fargeo) : Jackie Starbuck

## Épisodes
1. En réponse à nos prières (Almost Like a Prayer)
2. Surmonte ton appréhension (Jump the Jitters Out)
3. Des fantômes partout (Ghosts Everywhere)
4. Écrit noir sur blanc (Right There in Black and White)
5. Ça fait trop mal (Too Hurty Without It)
6. Pas aujourd'hui, Satan (Not Today Satan)
7. Si l'histoire est assez bien racontée (If You Tell a Story Well Enough)
8. Elle est coupable (Blood on Her Hands)